# Lichenochora thorii
Lichenochora thorii är en lavart som beskrevs av Zhurb. 2008. Lichenochora thorii ingår i släktet Lichenochora, ordningen Phyllachorales, klassen Sordariomycetes, divisionen sporsäcksvampar och riket svampar.   Inga underarter finns listade i Catalogue of Life.